# Furipteridae
Famille
Les Furipteridae sont une famille de chauves-souris, elle regroupe deux genres monotypiques.
Elles sont appelées chauve-souris fuligineuses et se rencontrent en Amérique centrale et du Sud.

## Liste des genres
Selon MSW :
- genre Amorphochilus Peters, 1877
  - Amorphochilus schnablii Peters, 1877
- genre Furipterus Bonaparte, 1837
  - Furipterus horrens (Cuvier, 1828)